# Allstedt
Allstedt er en by i landkreis Mansfeld-Südharz i den tyske delstat Sachsen-Anhalt. Den ligger kun få km fra grænsen til Thüringen og er administrationsby i Verwaltungsgemeinschaft Allstedt-Kaltenborn.

## Geografi
Allstedt ligger ved det lille vandløb Helme, der kommer fra vest, men drejer mod syd og løber ud i Unstrut få km syd for delstatsgrænsen. Helme danner her sammen med Unstrut en frugtbar flodslette, Das Ried. Nord for Allstedt begynder udløbere af den sydlige del af Harzen, mod vest ser man de markante Kyffhäuserbjerge. Mod syd, på den anden side af den brede Unstrutdal, ligger bjergryggen Hohe Schrecke. Sydøst for Allstedt ligger Naturpark Saale-Unstrut-Triasland.

## Personer der er forbundet med byen
- Johann Wolfgang von Goethe, arbejdede nogle år på slottet i Allstedt
- Thomas Müntzer, (1523-1525) virkede i Allstedt